# Ludowici
Ludowici est une ville de Géorgie, aux États-Unis. Il s'agit du siège du comté de Long.

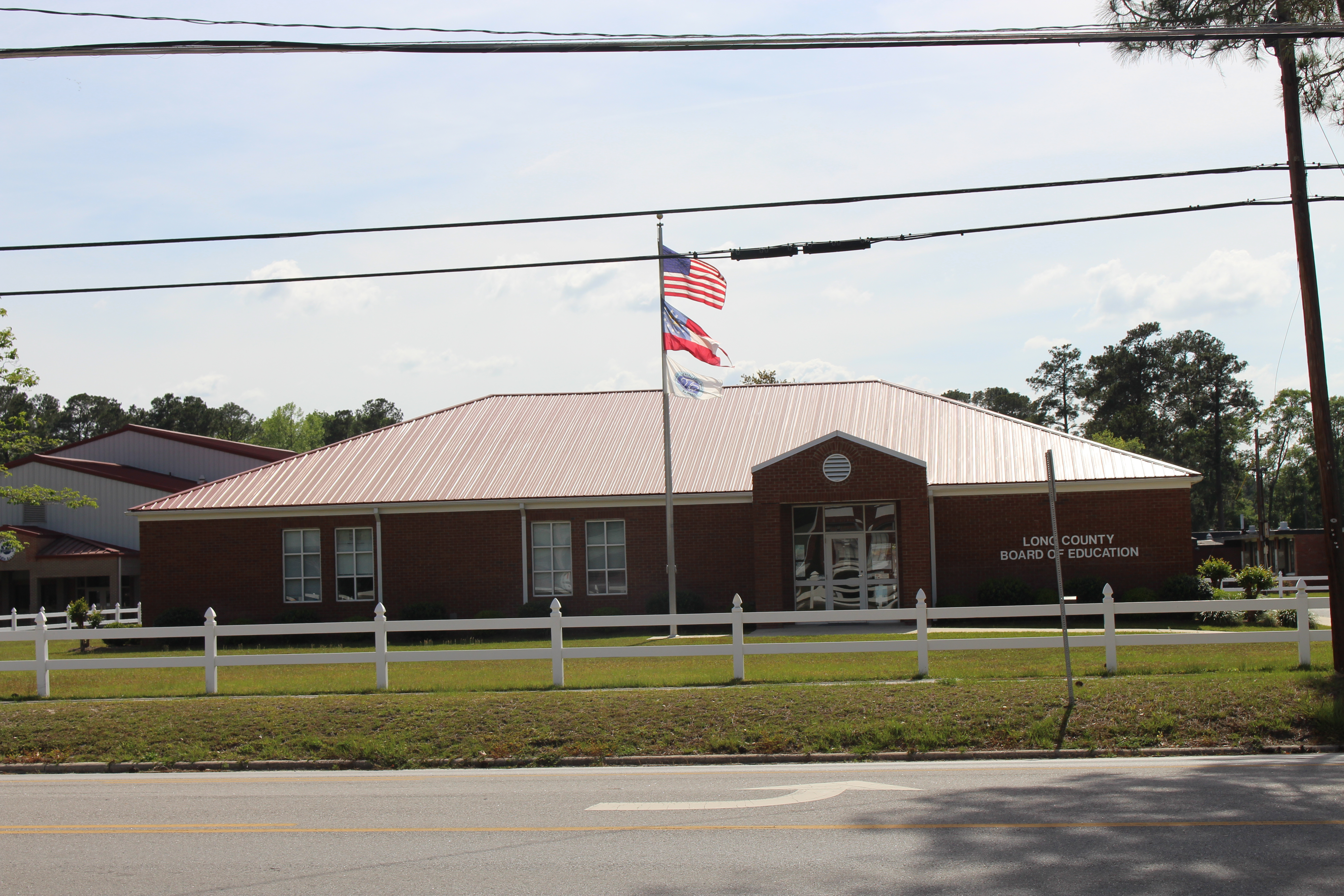
Bâtiment du Conseil d'éducation

## Démographie
| 1910 | 1920 | 1930 | 1940 | 1950  | 1960  |
| ---- | ---- | ---- | ---- | ----- | ----- |
| 541  | 515  | 615  | 866  | 1 332 | 1 578 |

| 1970  | 1980  | 1990  | 2000  | 2010  | - |
| ----- | ----- | ----- | ----- | ----- | - |
| 1 419 | 1 286 | 1 291 | 1 440 | 1 703 | - |